# Darkness and Hope
Darkness and Hope è il quinto album della band gothic metal portoghese Moonspell, pubblicato nel 2001.
Qui, il sound del gruppo diventa etereo e delicato.

## Tracce
1. Darkness and Hope – 4:47
2. Firewalking – 3:02
3. Nocturna – 3:52
4. Heartshaped Abyss – 4:08
5. Devilred – 3:25
6. Ghostsong – 4:21
7. Rapaces – 5:31
8. Made of Storm – 4:09
9. How We Became Fire – 5:47
10. Than the Serpents in my Arms – 5:53

Tracce Bonus:
1. "Os Senhores da Guerra" – 6:30
2. "Mr. Crowley" (North America release) – 4:28
3. "Love Will Tear Us Apart" (South America release) – 3:41

## Formazione
- Langsuyar (Fernando Ribeiro) – voce
- Ares (João Pedro) – basso elettrico
- Mike (Miguel Gaspar) – batteria
- Passionis (Pedro Paixão)– tastiere, voce
- Mantus (Ricardo Amorim) – chitarra